# Antheua obscura
Antheua obscura är en fjärilsart som beskrevs av Van Eecke 1929. Antheua obscura ingår i släktet Antheua och familjen tandspinnare. Inga underarter finns listade i Catalogue of Life.